# Kerr-McGee
L'entreprise Kerr-McGee, fondée en 1929, était un groupe énergétique originaire de l'Oklahoma (États-Unis) impliqué dans la prospection et la production de pétrole brut, de gaz naturel, de perchlorate et d'uranium.

## Histoire
En 1929, Robert S. Kerr, un homme d'affaires américain de l'Oklahoma, fonda avec son beau-frère James L. Anderson la Anderson-Kerr Drilling Company, une société pétrolière. Anderson se retire de cette société en 1936, et Dean A. McGee, un ancien géologue de la société Phillips Petroleum, rejoint l'entreprise, qui est renommée en 1946 Kerr-McGee Oil Industries. Kerr-McGee se diversifie alors dans d'autres combustibles et matières premières, dont l'uranium.
Entre 1970 et 1975, il y eut 574 cas de contamination constatés à l'usine de Kerr McGee, notamment grâce à une employée, Karen Silkwood. En 1975, la Commission de l'énergie atomique des États-Unis ordonne sa fermeture. Kerr-McGee arrête son activité dans le nucléaire pour se reconvertir principalement dans l'industrie du pétrole et du gaz.
Le 23 juin 2006, la société Anadarko Petroleum a acquis et liquidé Kerr-McGee pour 16,5 milliards de dollars.